# Rowan Atkinson
Rowan Sebastian Atkinson CBE (Consett, Durham, Anglaterra, 6 de gener de 1955) és un humorista, actor, escriptor i guionista anglès molt conegut per la interpretació del paper protagonista a la comèdia televisiva britànica Mr. Bean o L'escurçó negre entre d'altres. Ha estat inclòs a The Observer com un dels 50 actors més divertits de la comèdia britànica.
Els seus primers treballs com a actor van ser en Not the Nine O'Clock News (1979), que va esdevenir un gran èxit. Ha obtingut diversos premis, com el Emmy Award i British Academy Award per les categories de programes televisius d'entreteniment. Va actuar en diverses pel·lícules com Pleasure germans Majesty (1976), Read on Time (1982), Mai diguis mai més (1983), les diverses encarnacions de la sèrie de televisió L'escurçó negre (1983), Funny Business (1992) i Bean (1997). És conegut per la seva interpretació de l'excèntric personatge Mr. Bean en la sèrie de televisió de 1989 i portada a la pantalla gran amb el títol Bean, el 1997. El 2003 va protagonitzar Johnny English i el 2005 Secrets de Família, també considerades com a grans èxits. El 2007 va estrenar la pel·lícula Mr. Bean's Holiday, i el 2011 va protagonitzar Johnny English Reborn.

## Primers anys
Rowan Sebastian Atkinson, el més jove de quatre germans, va néixer a Consett, comtat de Durham, Anglaterra el 6 de gener de 1955. El seu pare era el propietari d'una granja de la zona, però ell es va criar en una zona residencial. Va anar a una escola privada anomenada Chadwell's, que era l'escola de la catedral de Durham, una de les escoles només per a nois. Va ser en aquesta escola on es diu que va començar la seva carrera, ja que els seus companys li demanaven que fes cares rares, i quan tenia uns 12 anys hi va participar en una actuació. Després va anar a la universitat de Newcastle on va estar 3 anys abans d'anar a la universitat d'Oxford. Allà va ser on li va tornar a ressorgir la idea de fer teatre. També va ser a Oxford on va conèixer en Richard Curtis, un aprenent de guionista, per un anunci al diari de la universitat que deia: "Estem pensant a fer una revista teatral". Això passava l'estiu de 1976, Rowan Atkinson era molt tímid, però va fer una interpretació genial de dos sketchs i així va formar part de la revista teatral. En aquests primers espectacles feia interpretacions de: "El rei benigne", "el rei benigne amb un defecte", "el rei benigne amb dos defectes físics", "el rei boig". Un altre dels espectacles consistia a representar amb mímica un músic que interpretava una sonata de Beethoven al piano, un altre personatge era un mim tocant la guitarra a l'estil AC-DC, un altre fent de músic tocant la bateria.
John Lloyd, un productor de la BBC, va anar a veure els espectacles.
El 1977 va debutar professionalment al festival d'Edimburg.

## Ràdio
Atkinson va protagonitzar una sèrie d'espectacles de comèdia per a la BBC Radio 3 el 1978 anomenat "Atkinson persones". Consistia en una sèrie d'entrevistes de ficció satírica amb els grans homes, que van ser interpretats pel mateix Atkinson. La sèrie va ser escrita per Atkinson i Richard Curtis, i produït per Griff Rhys Jones.

## Carrera

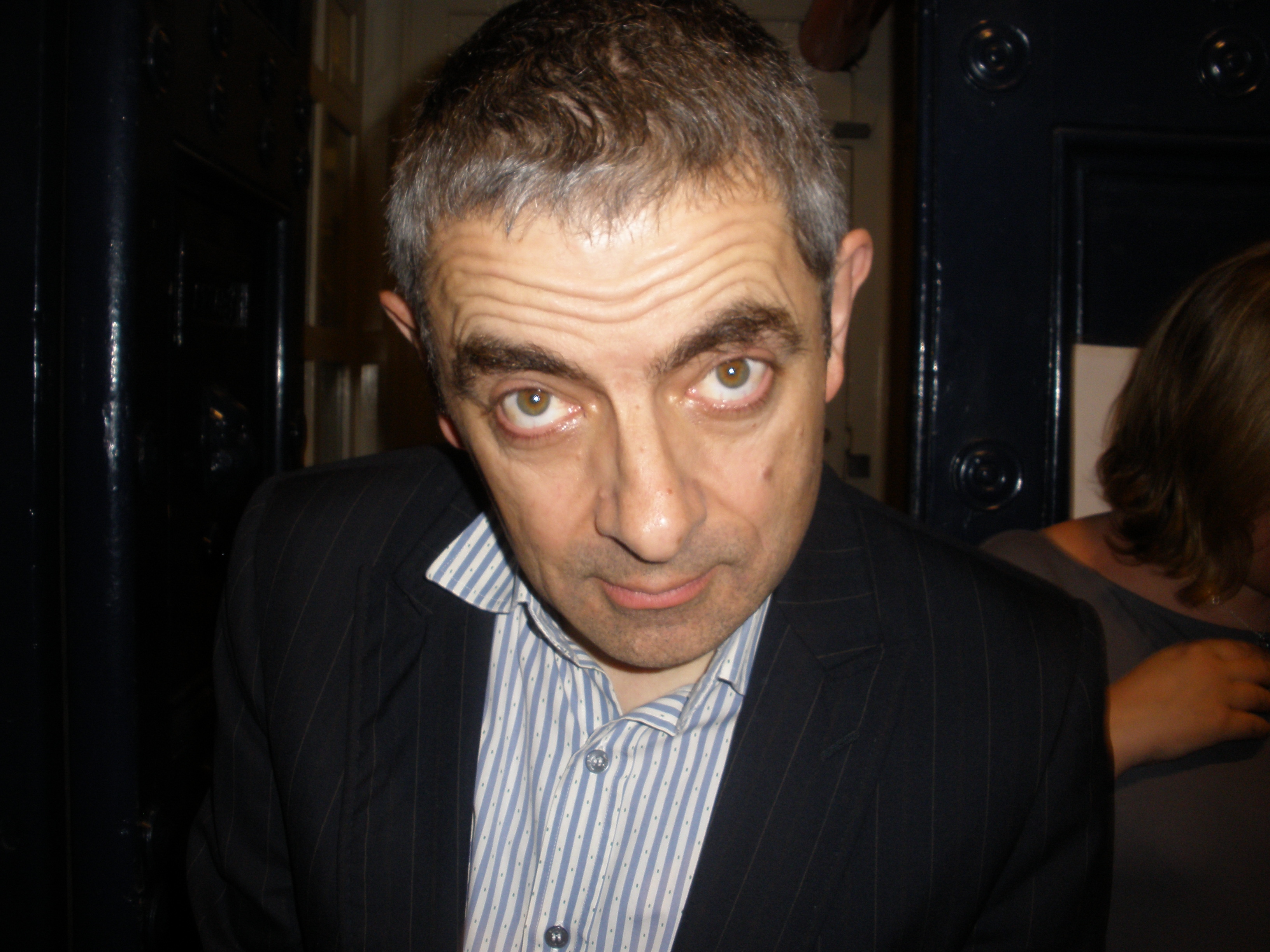
Atkinson el 2009

Després de la universitat, va estar de gira amb Angus Atkinson Deayton com el seu home graciós en un acte que va ser enregistrat per a un programa de televisió. Després de l'èxit de la sèrie, va fer un programa pilot d'un únic episodi per ITV el 1979, anomenat Canned Laughter. Atkinson després va passar a fer Not the Nine O'Clock News, produït pel seu amic John Lloyd. Va actuar al programa al costat de Pamela Stephenson, Griff Rhys Jones i Mel Smith, i va ser un dels escriptors de l'esbós principal.

### Pel·lícula
L'èxit de Not the Nine O'Clock News va portar al seu protagonista a fer la comèdia medieval L'escurçó negre, (Blackadder), que també va estar escrita amb Richard Curtis, el 1983. Després d'uns tres anys, en part a causa de problemes pressupostaris, es va escriure una continuació de la sèrie, en aquesta ocasió pels guionistes Curtis i Ben Elton, que es va emetre el 1986. L'argument de Blackadder II seguia les vicissituds d'un dels descendents del personatge original d'Atkinson, aquesta vegada a l'era isabelina. El mateix patró es va repetir a les dues seqüeles de la Tercera Blackadder (1987) (ambientada en l'època Regency), i Blackadder Goes Forth (1989) (situat a la Primera Guerra Mundial). La sèrie L'escurçó negre va ser una de les comèdies més reeixides de la BBC de tots els temps, generant programes especials de televisió com el de Nadal Blackadder's Carol que feia paròdia del famós "Conte de Nadal" de Dickens (1988) i Blackadder: Els anys de Cavalier (1988).

### Mr. Bean
Mr. Bean va aparèixer per primera vegada el Cap d'Any de 1990 en un especial de mitja hora per a la Thames Television. Durant aquest temps, Atkinson va aparèixer al festival de comèdia Just for Laughs a Montreal el 1987 i 1989. Diverses seqüeles de Mr. Bean van aparèixer a la televisió la dècada de 1990, i eventualment va convertir-se en una gran pel·lícula el 1997. Titulada "Bean", que va ser dirigida per Mel Smith, el seu company de Not the Nine O'Clock News. Una segona pel·lícula va ser llançada el 2007, titulada "Les vacances de Mr. Bean".

### Animació Mr. Bean
El gener de 2014, ITV va anunciar una nova sèrie d'animació amb Mr. Bean amb Rowan Atkinson que tornava al paper. S'esperava que s'estrenés en línia com a sèrie web més tard l'any 2014, ja que va seguir una emissió de televisió poc després.
El 6 de febrer de 2018, Regular Capital va anunciar que hi hauria una cinquena sèrie de Mr. Bean: The Animated Series el 2019 (amb la veu d'Atkinson). Consta de 26 episodis, els dos primers segments, "Game Over" i "Special Delivery", es van emetre el 29 d'abril de 2019 a CITV al Regne Unit, així com als canals Turner d'arreu del món. Les cinc sèries (104 episodis) també es van vendre al canal infantil xinès CCTV-14 el febrer de 2019.

### Johnny English
El 1995 i 1996, Atkinson retratat com a inspector Raymond Fowler a la popular "The Thin Blue Line", la sèrie, escrita per Ben Elton, té lloc en una estació de policia situada en el fictici Gasforth. Atkinson ha liderat campanyes per a productes de Hitachi elèctrica, Fujifilm, i donar sang. El més famós, es va presentar com un agent d'espionatge desafortunat i propens a errors en una llarga sèrie de Barclaycard, en què el personatge es va basar el seu paper protagonista en Johnny English.

## Vida personal

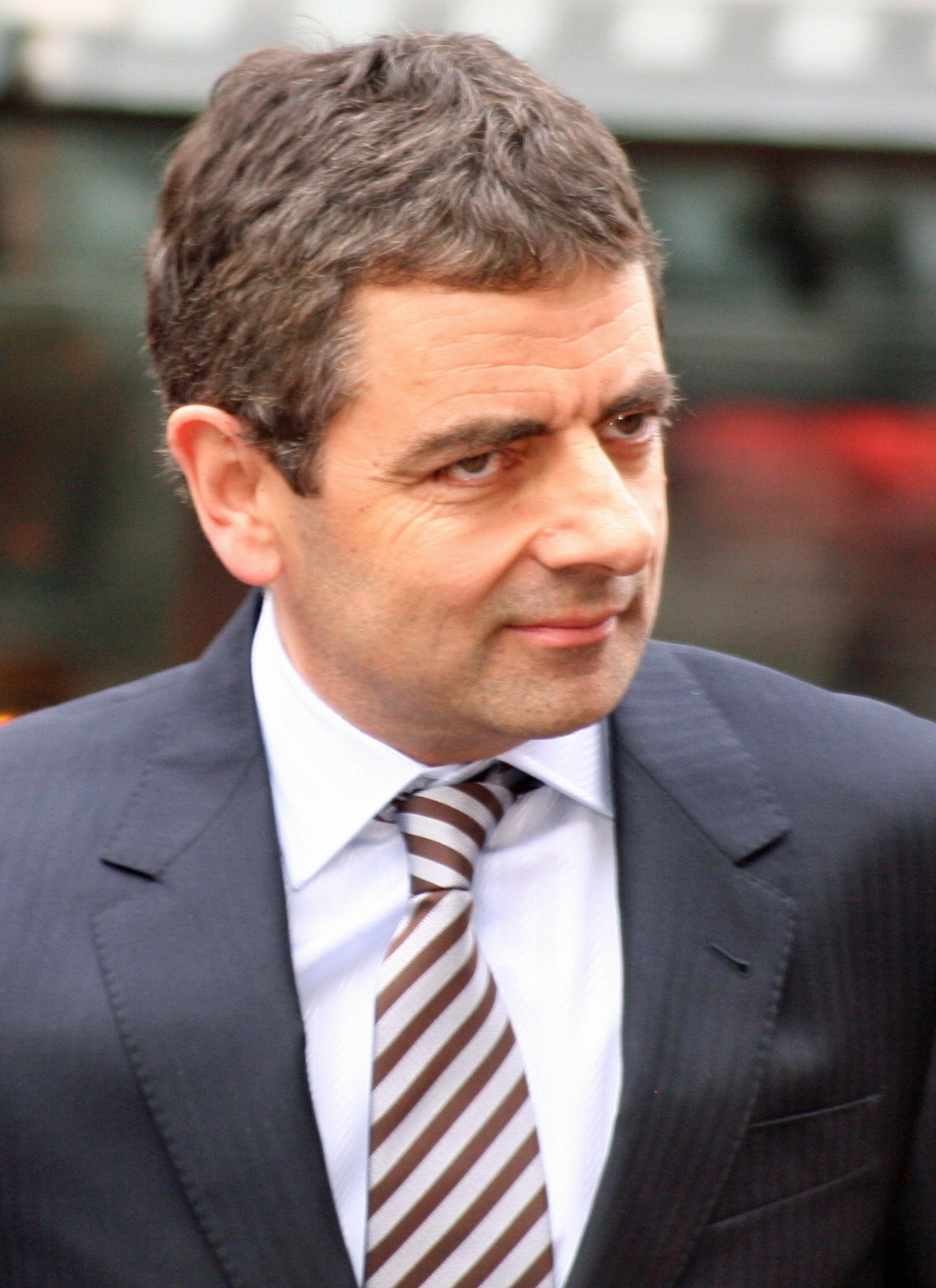
Rowan Atkinson al Mr. Bean's Holiday durant l'estrena a Londres (2007)

Rowan Atkinson va estar sortint amb l'actriu Leslie Ash, però finalment es va casar amb Sunetra Sastry, una maquilladora de la BBC a la qui coneixia des de finals de 1980. La parella es van casar al Russian Tea Room de la ciutat de Nova York el 5 de febrer de 1990, amb Stephen Fry fent de padrí. Actualment, són pares de dos fills i viuen a Oundle, Northamptonshire i de vegades resideixen a Ipsden, Oxfordshire o a Highbury, London.
En dues ocasions Rowan Atkinson s'ha manifestat políticament. El juny de 2005, amb uns altres actors (Nicholas Hytner, Stephen Fry, Ian McEwan) i escriptors de renom es van adreçar al Parlament britànic en protesta per la llei sobre la discriminació racial i religiosa (Racial and Religious Hatred Bill), perquè pensaven que aquesta llei habilitaria els grups religiosos conferint-los poder per a fer censura sobre els artistes. El 2009 es va tornar a manifestar políticament, aquesta vegada amb motiu d'una llei que pretenia censurar les expressions homofòbiques. Ell, però va defensar que la llibertat d'expressió és absolutament necessària en el treball d'un humorista i que això no ha de comptar com a insult sexista.
Atkinson sempre ha tingut fascinació pels cotxes i ha estat col·laborador de publicacions britàniques especialitzades: Car, Octane, Evo, i la ja desapareguda "SuperClassics". El 1981 es va treure el permís de conducció per a camions, no només perquè li agradin aquests vehicles, sinó com a possible mitjà de vida si la seva carrera d'actor no li anava bé. Actualment, amb una fortuna estimada en uns 100 milions de lliures es pot permetre expressar la seva passió conduint cotxes de competició com el Renault 5 GT Turbo que va conduir en la Renault Clio Cup. A més és propietari d'un McLaren F1 amb el qual va tenir un accident l'octubre de 1999 a Cabus, prop de Garstang, Lancashire en el qual es va veure implicat un altre cotxe, un Austin Metro. L'agost de 2011 es va tornar a accidentar quan va perdre el control del seu vehicle que es va estampar contra un arbre, i es va acabar incendiant. La seva col·lecció de cotxes inclou un Honda NSX, un Audi A8, i un Honda Civic Hybrid. En una ocasió el polític del partit conservador Alan Clark se'l va trobar al costat d'un Aston Martin avariat, i el va portar, sense haver-lo reconegut al començament, fins a la cabina de telèfon més pròxima. " Resulten xocants les declaracions que ha fet unes quantes vegades dient que no es compraria mai cap Porsche, perquè no s'identifica amb la mena de gent que acostuma a comprar aquesta marca."

## Estil còmic
Més conegut pel seu ús de la comèdia física en el seu personatge de Mr. Bean, els altres personatges d'Atkinson es basen més en el llenguatge. Atkinson sovint interpreta figures d'autoritat (especialment sacerdots o vicaris) que diuen línies absurdes amb un lliurament completament inèdit .
Un dels seus dispositius còmics més coneguts és la sobrearticulació del so "B", com la seva pronunciació de "Bob" a l'episodi de Blackadder II "Bells". Atkinson té un balbuceig, i la sobrearticulació és una tècnica per superar les consonants problemàtiques.

## Aficions
Atkinson és un gran aficionat als cotxes. És amo d'un McLaren F1, que al seu dia era el cotxe de sèrie més ràpid del món. Costava 970.000 dòlars i només es van fabricar 100 unitats.
El 5 d'agost de 2011 Rowan Atkinson va xocar el seu McLaren F1 contra un arbre a Cambridgeshire. Després del xoc el cotxe es va incendiar. Els bombers ho van apagar cap a les 20:30. L'actor va patir una lesió d'espatlla i va ser conduït en ambulància al Peterborough City Hospital.
Rowan Atkinson és molt aficionat a les curses i al programa Top Gear del 17 de juliol de 2011 va ser el conductor més ràpid del circuit conduint un Kia Cee'd amb un temps d'1 minut i 42,2 segons, sent posteriorment superat per Matt LeBlanc, que va completar el circuit en 1 minut 42,1.

## Incident d'avió
El març de 2001, mentre Atkinson estava de vacances a Kenya, el pilot del seu avió privat es va desmaiar; Atkinson va aconseguir mantenir l'avió en l'aire fins que el pilot es va recuperar i va poder aterrar l'avió a l'aeroport de Wilson a Nairobi.

## Filmografia
| Data d'estrena | Títol                               | Paper                      |
| -------------- | ----------------------------------- | -------------------------- |
| 1979-1982      | Fundamental Frolics                 | ell mateix                 |
| 1981           | The Secret Policeman's Ball         | diversos papers            |
| 1982           | The Secret Policeman's Other Ball   | ell mateix i altres papers |
| 1983           | Dead on Time                        | Bernard Fripp              |
| 1983-1989      | L'escurçó negre                     | Escurço negre              |
| 1983           | Mai diguis mai més                  | Nigel Small-Fawcett        |
| 1989           | The Appointments of Dennis Jennings | Dr. Schooner               |
| 1989           | El sorprenent Dexter                | Ron Anderson               |
| 1990-1995      | Mr. Bean                            | Mr. Bean                   |
| 1990           | La maledicció de les bruixes        | Mr. Stringer               |
| 1991           | The Driven Man                      | ell mateix                 |
| 1993           | Hot Shots! Part Deux                | Dexter Hayman              |
| 1994           | Quatre bodes i un funeral           | Pare Gerald                |
| 1994           | The Lion King                       | la veu de Zazu             |
| 1995           | The Thin Blue Line                  | Inspector Raymond Fowler   |
| 1997           | Bean: The Ultimate Disaster Movie   | Mr. Bean                   |
| 2000           | Maybe baby: Un bebè molt desitjat   | Mr. James                  |
| 2001           | Rates a correcuita                  | Enrico Pollini             |
| 2002           | Scooby-Doo                          | Emile Mondavarious         |
| 2003           | Johnny English                      | Johnny English             |
| 2003           | Love Actually                       | Rufus                      |
| 2005           | Secrets de família                  | Reverend Walter Goodfellow |
| 2005           | Spider-Plant Man                    | Peter Piper                |
| 2007           | Mr. Bean's Holiday                  | Mr. Bean                   |
| 2011           | Johnny English Reborn               | Johnny English             |
| 2017           | Huan Le Xi Ju Ren                   | Mr. Bean                   |
| 2018           | Johnny English Strikes Again        | Johnny English             |
| 2022           | Man vs Bee                          | Trevor                     |
| 2023           | Wonka                               | Father Julius              |